# Rainer Leng

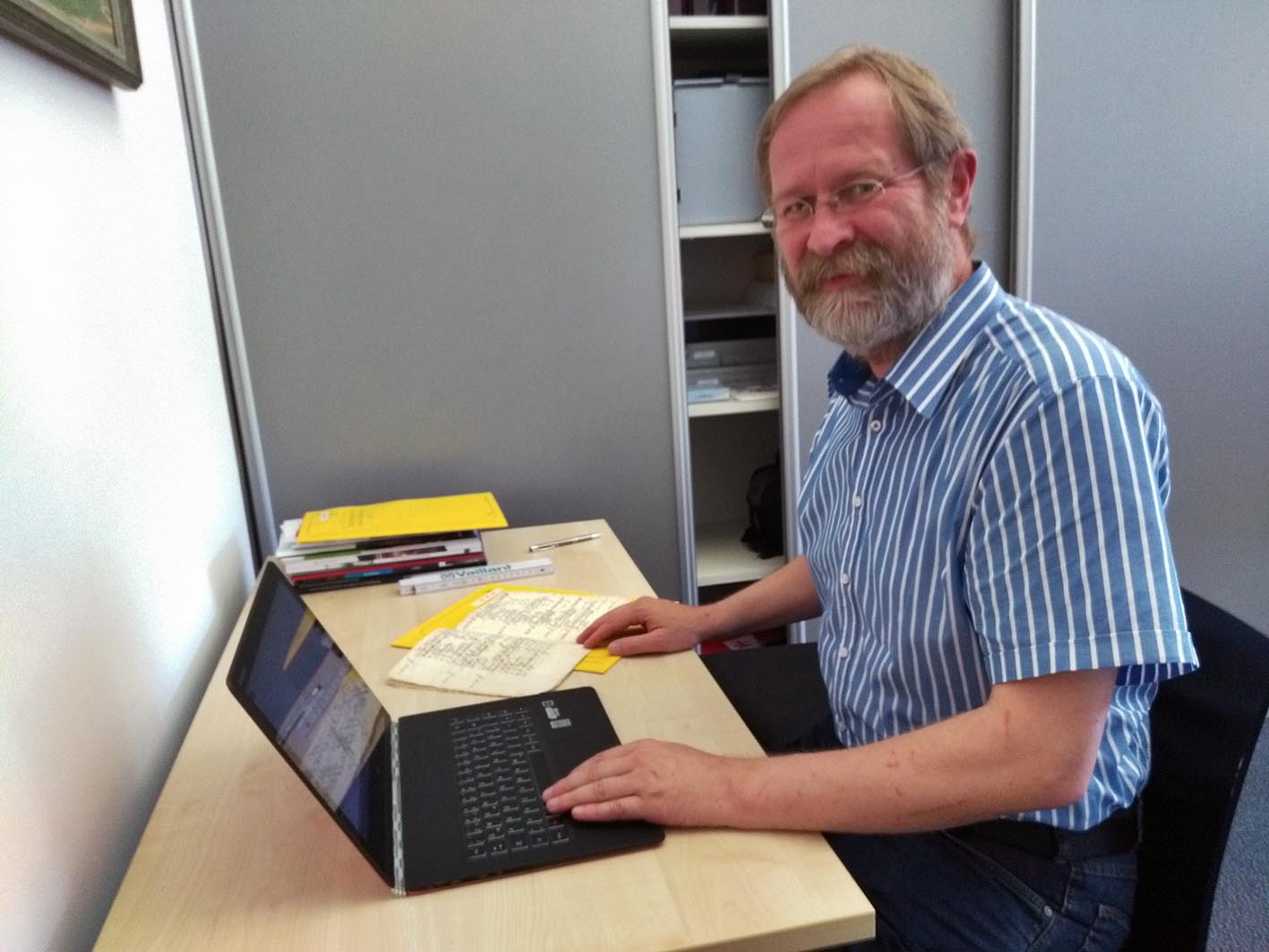
Rainer Leng bei Recherchearbeiten im Stadtarchiv Bad Neustadt an der Saale

Rainer Leng (* 8. Mai 1966 in Weißenburg in Bayern) ist ein deutscher Mittelalterhistoriker.

## Leben
Leng absolvierte nach dem Abitur 1985 am Werner-von-Siemens-Gymnasium Weißenburg seinen Zivildienst am Antonius-Kinderheim Gersdorf und Caritas-Altenheim Weißenburg. Danach studierte er von 1987 bis 1993 Geschichte, Germanistik und Sozialkunde sowie Altphilologie an der Universität Würzburg und als Gasthörer an der Universität Heidelberg. Im Jahr 1993 erwarb er den Magister Artium bei Rolf Sprandel in mittelalterlicher Geschichte in Würzburg. Danach wurde er wissenschaftlicher Mitarbeiter und erhielt ein bayerisches Landesgraduiertenstipendium. 1996 wurde er in mittelalterlicher Geschichte mit der Dissertation Konrad von Halberstadt O.P. Chronographia Interminata 1277–1355/59 zum Dr. phil. promoviert (Summa cum laude). Im Jahr 2000 habilitierte er sich in Würzburg mit dem zweibändigen Werk Kriegstechnische und -taktische Bilderhandschriften und Traktate im 15. und 16. Jahrhundert; die Arbeit wurde mit dem Werner-Hahlweg-Preis für Militärgeschichte und Wehrwissenschaften ausgezeichnet, der 2002 auf dem Deutschen Historikertag in Halle (Saale) verliehen wurde.
Seit 2000 lehrt Leng als Privatdozent für mittelalterliche Geschichte an der Universität Würzburg, seit 2008 als außerplanmäßiger Professor. Ebendort war er 2001 und 2002 Lehrstuhlvertreter für Mittelalter. Darüber hinaus war er wissenschaftlicher Mitarbeiter in mehreren Forschungsprojekten, unter anderem bei der Bayerischen Akademie der Wissenschaften (2003, 2006), beim Stadtarchiv Würzburg (2004) und am früheren Max-Planck-Institut für Geschichte in Göttingen (von 2006 bis 2009). Von 2007 bis 2009 und von 2011 bis 2014 übernahm er Lehrstuhlvertretungen für Mittlere Geschichte am Historischen Institut der Universität Stuttgart.
2010 bildete er sich wirtschaftswissenschaftlich in München fort und wurde im November 2010 Geschäftsführer von Studiora UG, das Seminare in Geschichte, Kunstgeschichte und Philosophie anbietet.

## Wirken
Forschungsschwerpunkt von Leng ist die mittelalterliche Geschichte. Er veröffentlichte Arbeiten vor allem zum Kriegshandwerk, besonders zur Büchsenmacherei. Vom November 2002 bis zum Februar 2003 edierte und transkribierte er als Mitarbeiter im Archäologischen Spessartprojekt das „Frammersbacher Sechserbuch“ (Dorfgericht, Gemarkungswesen und Schriftlichkeit einer Spessartgemeinde an der Wende vom Mittelalter zur Neuzeit), woraus bis 2017 ein Buch entstand.
Zusammen mit Mathias Herweg hat er aus dem Original eines Denar Karls des Großen aus der Münzreform im Fränkischen Reich 794 in mittelalterlicher Technik eine Replik aus Sterling-Silber schlagen lassen, um frühmittelalterliche Geschichte zu veranschaulichen (siehe auch: Goldmünze Karls des Großen).
Seit 2014 beschäftigt er sich mit der Erstellung geschichtswissenschaftlicher Massive Open Online Course.

## Schriften (Auswahl)
Monographien
- Konrad von Halberstadt O. P., Chronographia interminata. 1277–1355/59 (= Wissensliteratur im Mittelalter. Band 23). Reichert, Wiesbaden 1996, ISBN 3-88226-876-X (Universität Würzburg, Dissertation).
- mit Gundolf Keil, Eberhard König und Karl-Heinz Ludwig: Das Mittelalterliche Hausbuch. Hrsg. von Christoph Graf zu Waldburg Wolfegg. 2 Bände, Prestel, München 1997, ISBN 3-7913-1838-1.
- Ars belli. Deutsche taktische und kriegstechnische Bilderhandschriften und Traktate im 15. und 16. Jahrhundert (= Imagines medii aevi. Band 12). Reichert, Wiesbaden 2000, ISBN 3-89500-261-5.
- Franz Helm und sein „Buch von den probierten Künsten“. Ein handschriftlich verbreitetes Büchsenmeisterbuch in der Zeit des frühen Buchdrucks (= Imagines medii aevi. Band 9). Reichert, Wiesbaden 2001, ISBN 3-89500-223-2.
- Katalog der deutschsprachigen illustrierten Handschriften des Mittelalters. Band 4/2, Lfg. 1/2, 38: Fecht- und Ringbücher. Hrsg. von Ulrike Bodemann, Peter Schmidt, Christine Stöllinger-Löser. Verlag C. H. Beck, München 2008, ISBN 978-3-7696-0937-0.
- Würzburg im 12. Jahrhundert (= Das Bayerische Jahrtausend, Bayerisches Fernsehen). 2 Bände. Volk, München 2012, ISBN 978-3-86222-065-6.
- Julius Echter von Mespelbrunn, Fürstbischof von Würzburg. Hrsg. vom Mainfränkischen Museum. Würzburg 2013, ISBN 978-3-932461-35-4.

Herausgeberschaften
- Anleitung Schießpulver zu bereiten, Büchsen zu laden und zu beschießen – eine kriegstechnische Bilderhandschrift (= Imagines medii aevi. Band 5). Reichert, Wiesbaden 2000, ISBN 3-89500-161-9.
- Die Geschichte der Stadt Heidingsfeld. Von den Anfängen bis zur Gegenwart. Schnell und Steiner, Regensburg 2005, ISBN 3-7954-1629-9.
- Das Benediktinerkloster St. Stephan in Würzburg (= Historische Studien der Universität Würzburg. Band 4). VML Verlag Marie Leidorf, Rahden 2006, ISBN 3-89646-836-7.
- mit Hans-Peter Baum, Joachim Schneider: Wirtschaft – Gesellschaft – Mentalitäten im Mittelalter. Festschrift zum 75. Geburtstag von Rolf Sprandel (= Beiträge zur Wirtschafts- und Sozialgeschichte. Nr. 107). Steiner, Stuttgart 2006, ISBN 3-515-08882-2.
- mit Joachim Bahlcke, Peter Scholz: Migration als soziale Herausforderung. Historische Formen solidarischen Handelns von der Antike bis zum 20. Jahrhundert (= Stuttgarter Beiträge zur historischen Migrationsforschung. Band 8). Steiner, Stuttgart 2011, ISBN 978-3-515-10087-8.